# Rouairoux
Rouairoux är en kommun i departementet Tarn i regionen Occitanien i södra Frankrike. Kommunen ligger i kantonen Saint-Amans-Soult som tillhör arrondissementet Castres. År 2022 hade Rouairoux 387 invånare.

## Befolkningsutveckling
Antalet invånare i kommunen Rouairoux
| Referens: INSEE |